# Angelo Acerbi
Angelo Acerbi (Sesta Godano, 23 september 1925) is een Italiaans aartsbisschop en kardinaal van de Rooms-Katholieke Kerk.
Acerbi – gepromoveerd in het kerkelijk recht – werd op 27 maart 1948 priester gewijd. Hij studeerde vervolgens aan de Pauselijke Ecclesiastische Academie, de diplomatenopleiding van de Heilige Stoel. In 1954 trad hij in dienst van de Romeinse Curie. Hij werkte achtereenvolgens op de apostolische nuntiaturen in Colombia, Brazilië en Frankrijk en op het Secretariaat voor de Relaties met Staten in het Vaticaan.
Paus Paulus VI benoemde Acerbi in 1974 tot titulair aartsbisschop van Zella en tot apostolisch pro-nuntius voor Nieuw-Zeeland en Oceanië. Hierna volgde nog benoemingen in Colombia, Hongarije en vanaf 1997 tot zijn emeritaat in 2001 in Nederland. In dat jaar benoemde paus Johannes Paulus II hem tot prelaat (religieus overste) van de Militaire Hospitaal Orde van Sint Jan van Jeruzalem, van Rhodos en van Malta.
Op 7 december 2024 werd Acerbi door Paus Franciscus kardinaal gecreëerd. Hij kreeg de rang van kardinaal-diaken, met de titelkerk Santi Angeli Custodi a Città Giardino. Op het moment van zijn creatie was de 99-jarige Acerbi de oudste kardinaal ooit gecreëerd.